# Colònia Requena
Colònia Requena és un barri de la ciutat d'Alacant a l'Alacantí (País Valencià). Limita al nord amb el barri del Palamó; a l'est amb el barri de Joan XXIII; i al sud i a l'oest amb el barri de la Mare de Déu del Remei. Segons el cens de 2006, té una població de 2.239 habitants (1.222 homes i 1.017 dones).